# Dicranomyia (Dicranomyia) varsha
Dicranomyia (Dicranomyia) varsha is een tweevleugelige uit de familie steltmuggen (Limoniidae). De soort komt voor in het Oriëntaals gebied.